# Holger Schroeter

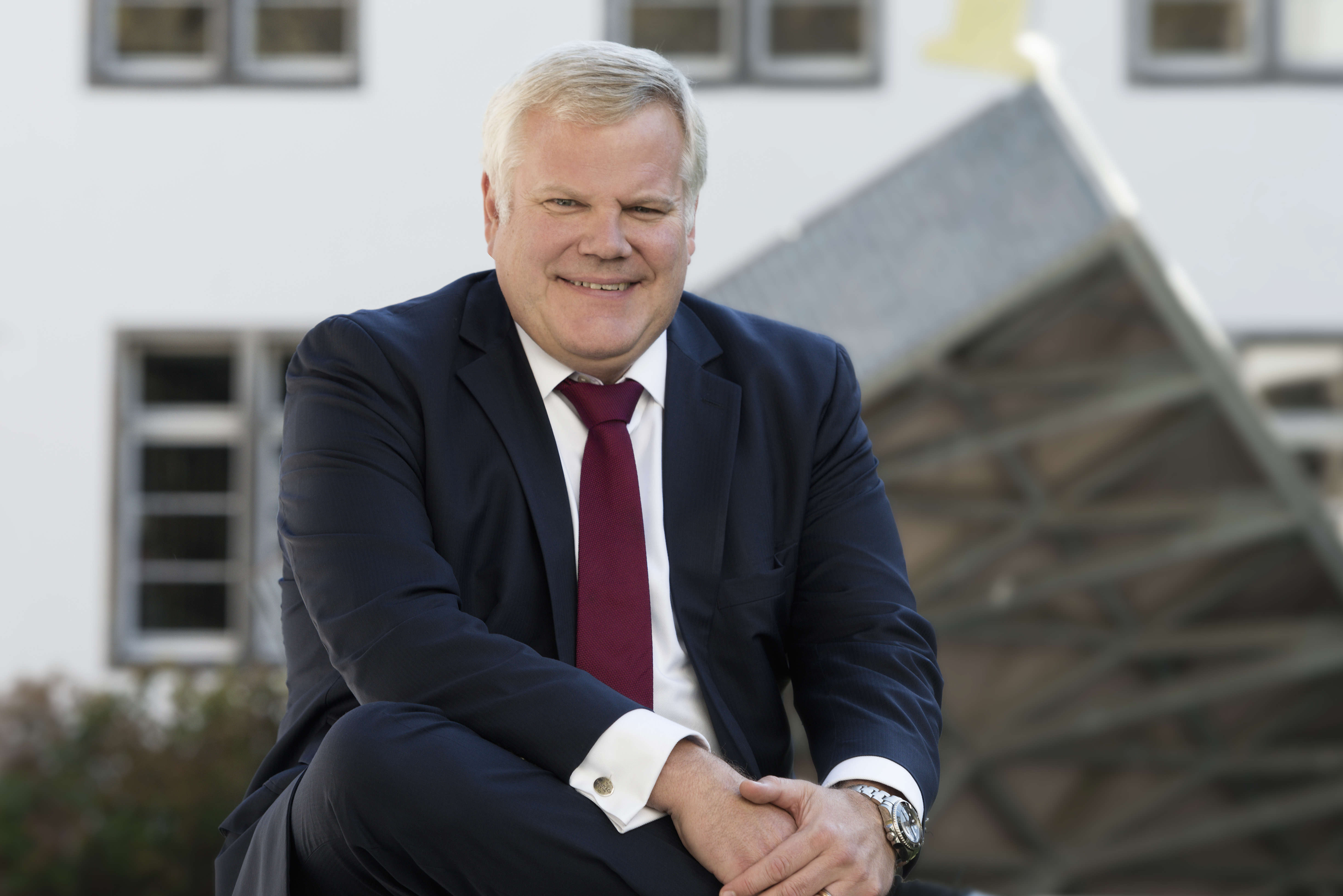
Holger Schroeter (2018)

Holger Schroeter (* 1971 in Winterberg im Hochsauerland) ist ein deutscher Wissenschaftsmanager und ehemaliger Kanzler der Universität Heidelberg.

## Leben
Er studierte Forstwissenschaften und Wirtschaftswissenschaften an der Georg-August-Universität Göttingen. Beide Studiengänge schloss er als Diplom-Forstwirt und Diplom-Kaufmann ab. 1997 wurde er mit der Dissertation Konzeption einer Wertansprache für Eichenholz am stehenden Stamm zum Doktor der Forstwissenschaften promoviert.
Nach  leitenden Funktionen u. a. auf Geschäftsführungsebenen bei der Bundesagentur für Arbeit in Solingen und Düsseldorf wechselte Schroeter nach fast sechs Jahren zum Fraunhofer-Institut für Solare Energiesysteme nach Freiburg. Als Kaufmännischer Direktor des größten Solarforschungsinstituts Europas war er sieben Jahre für die Bereiche Finanzen, Personal, Recht, Controlling, Bauen, Infrastruktur und Technische Dienste verantwortlich. Anschließend wechselte er als Hauptberuflicher Vizepräsident für Finanzen und Personal an seine Alma Mater nach Göttingen zurück und war dort Vertreter der Präsidentin. Darüber hinaus war er von 2015 bis 2018 Mitglied des Aufsichtsrats der Gesellschaft für wissenschaftliche Datenverarbeitung mbH Göttingen (GwDG). Im September 2018 begann seine Amtszeit als Kanzler der Ruprecht-Karls-Universität Heidelberg, sie endete nach sechs Jahren am 31. August 2024. Während dieser Zeit war Holger Schroeter unter anderem von September 2018 bis Dezember 2022 Aufsichtsratsmitglied der Internationalen Bauausstellungen Heidelberg (IBA) und von Juni 2023 bis Juni 2024 Landessprecher der Kanzler und Kanzlerinnen der Universitäten in Baden-Württemberg.

## Publikationen
- Konzeption einer Wertansprache für Eichenholz am stehenden Stamm. Dissertation Universität Göttingen 2000, Cuvillier, Göttingen 2000, ISBN 978-3-89712-913-9.